# Soumont
Cet article concerne la commune de l'Hérault. Pour la commune du Calvados, voir Soumont-Saint-Quentin.
Soumont (en occitan Somont) est une commune française située dans le nord du département de l'Hérault en région Occitanie.
Exposée à un climat méditerranéen, elle est drainée par le ruisseau de Rivernoux, le ruisseau de Rivièral et par deux autres cours d'eau. La commune possède un patrimoine naturel remarquable : un site Natura 2000 (« les contreforts du Larzac ») et deux zones naturelles d'intérêt écologique, faunistique et floristique.
Soumont est une commune rurale qui compte 243 habitants en 2022, après avoir connu un pic de population de 355 habitants en 1793. Elle est dans l'agglomération de Lodève et fait partie de l'aire d'attraction de Lodève. Ses habitants sont appelés les Soumontais ou  Soumontaises.

## Géographie

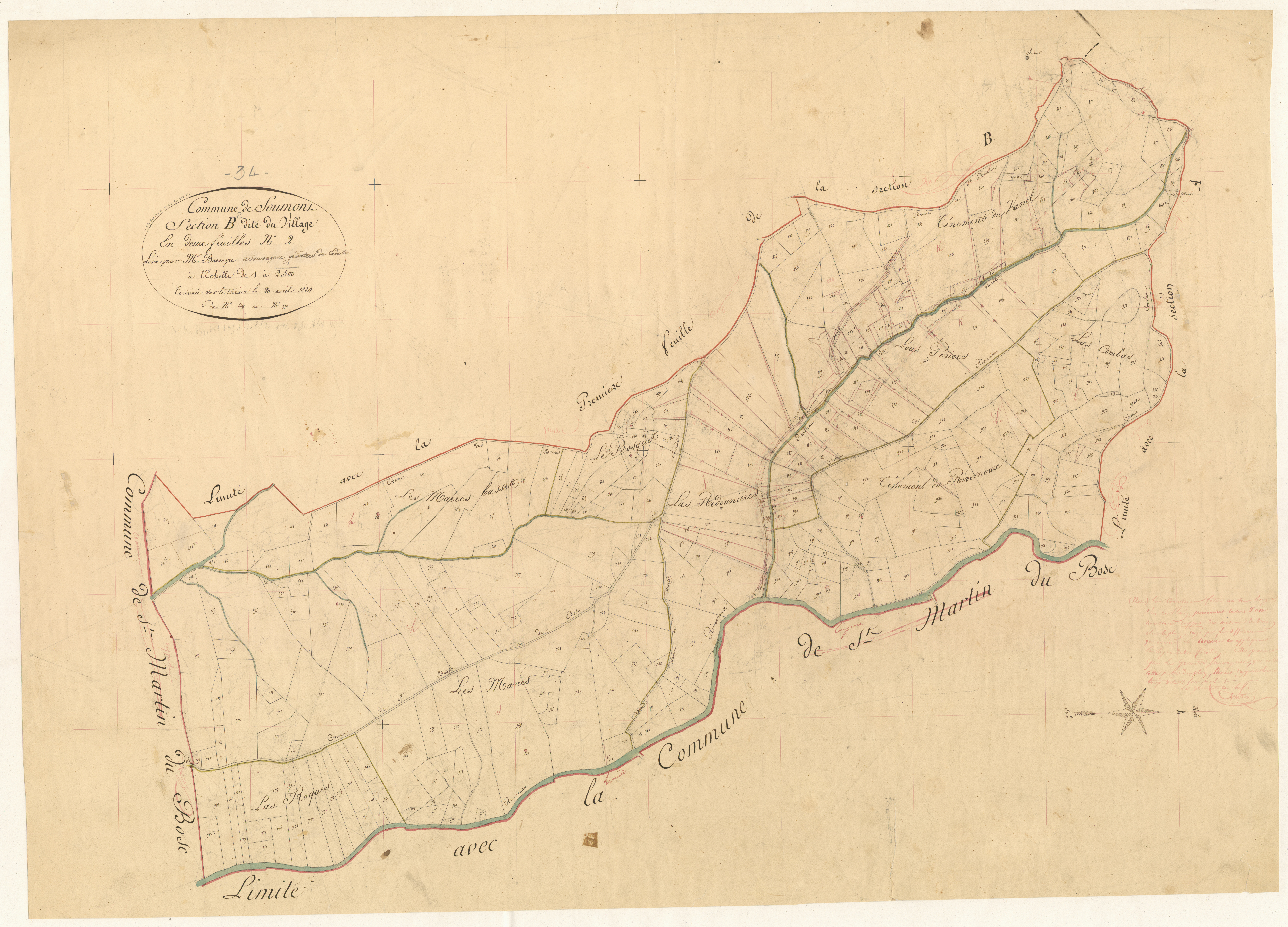
Plan cadastral napoléonien (1834).

La commune est dans l'unité urbaine de Lodève.

### Hydrographie
La Lergue, le ruisseau de Fozières, le ruisseau de Rivernoux sont les principaux cours d'eau parcourant la commune.

### Communes limitrophes

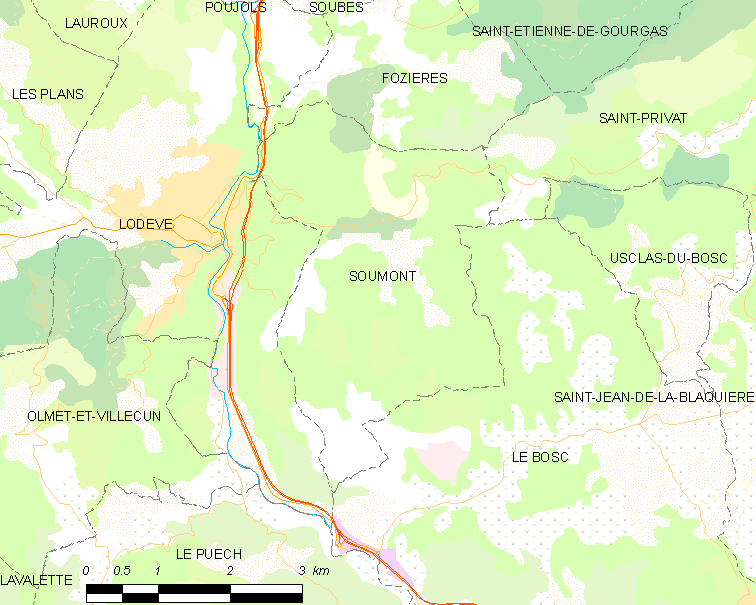
Carte

|        | Fozières | Saint-Privat |
| Lodève | Soumont  | Le Bosc      |
|        |          |              |

### Climat
Pour des articles plus généraux, voir Climat de l'Occitanie et Climat de l'Hérault.
En 2010, le climat de la commune est de type climat méditerranéen franc, selon une étude s'appuyant sur une série de données couvrant la période 1971-2000. En 2020, Météo-France publie une typologie des climats de la France métropolitaine dans laquelle la commune est exposée à un climat méditerranéen et est dans la région climatique  Provence, Languedoc-Roussillon, caractérisée par une pluviométrie faible en été, un très bon ensoleillement (2 600 h/an), un été chaud (21,5 °C), un air très sec en été, sec en toutes saisons, des vents forts (fréquence de 40 à 50 % de vents > 5 m/s) et peu de brouillards.
Pour la période 1971-2000, la température annuelle moyenne est de 13,2 °C, avec une amplitude thermique annuelle de 15,8 °C. Le cumul annuel moyen de précipitations est de 1 174 mm, avec 8,2 jours de précipitations en janvier et 3 jours en juillet. Pour la période 1991-2020, la température moyenne annuelle observée sur la station météorologique installée sur la commune est de 15,0 °C et le cumul annuel moyen de précipitations est de 968,5 mm,. Pour l'avenir, les paramètres climatiques de la commune estimés pour 2050 selon différents scénarios d'émission de gaz à effet de serre sont consultables sur un site dédié publié par Météo-France en novembre 2022.
| Mois                                  | jan.            | fév.          | mars          | avril           | mai           | juin           | jui.            | août            | sep.          | oct.            | nov.            | déc.            | année     |
| ------------------------------------- | --------------- | ------------- | ------------- | --------------- | ------------- | -------------- | --------------- | --------------- | ------------- | --------------- | --------------- | --------------- | --------- |
| Température minimale moyenne (°C)     | 4,3             | 4,2           | 6,6           | 8,7             | 12            | 15,8           | 18,2            | 18,1            | 14,8          | 12              | 7,8             | 5,2             | 10,6      |
| Température moyenne (°C)              | 7,4             | 7,9           | 10,8          | 13,2            | 16,9          | 21,2           | 24              | 23,8            | 19,7          | 15,7            | 10,9            | 8,2             | 15        |
| Température maximale moyenne (°C)     | 10,5            | 11,6          | 15,1          | 17,8            | 21,9          | 26,7           | 29,8            | 29,5            | 24,7          | 19,4            | 14,1            | 11,1            | 19,4      |
| Record de froid (°C) date du record   | −6,6 19.01.1992 | −8 05.02.12   | −6,2 01.03.05 | −0,2 14.04.1998 | 3,7 01.05.04  | 7,8 12.06.1998 | 10,9 13.07.1993 | 11,9 31.08.1995 | 6,8 27.09.07  | −3 30.10.12     | −4,6 22.11.1998 | −6,5 30.12.1996 | −8 2012   |
| Record de chaleur (°C) date du record | 20,9 30.01.13   | 23,7 24.02.20 | 27,9 31.03.12 | 30,9 08.04.11   | 34,3 30.05.01 | 42,6 28.06.19  | 41,5 16.07.22   | 42,7 23.08.23   | 36,2 04.09.16 | 31,5 01.10.1997 | 24,9 15.11.15   | 20,9 24.12.22   | 42,7 2023 |
| Précipitations (mm)                   | 89,4            | 60,3          | 70,9          | 88,8            | 75,7          | 45,7           | 29,9            | 48              | 102,6         | 145,7           | 115,6           | 95,9            | 968,5     |

### Milieux naturels et biodiversité

#### Réseau Natura 2000

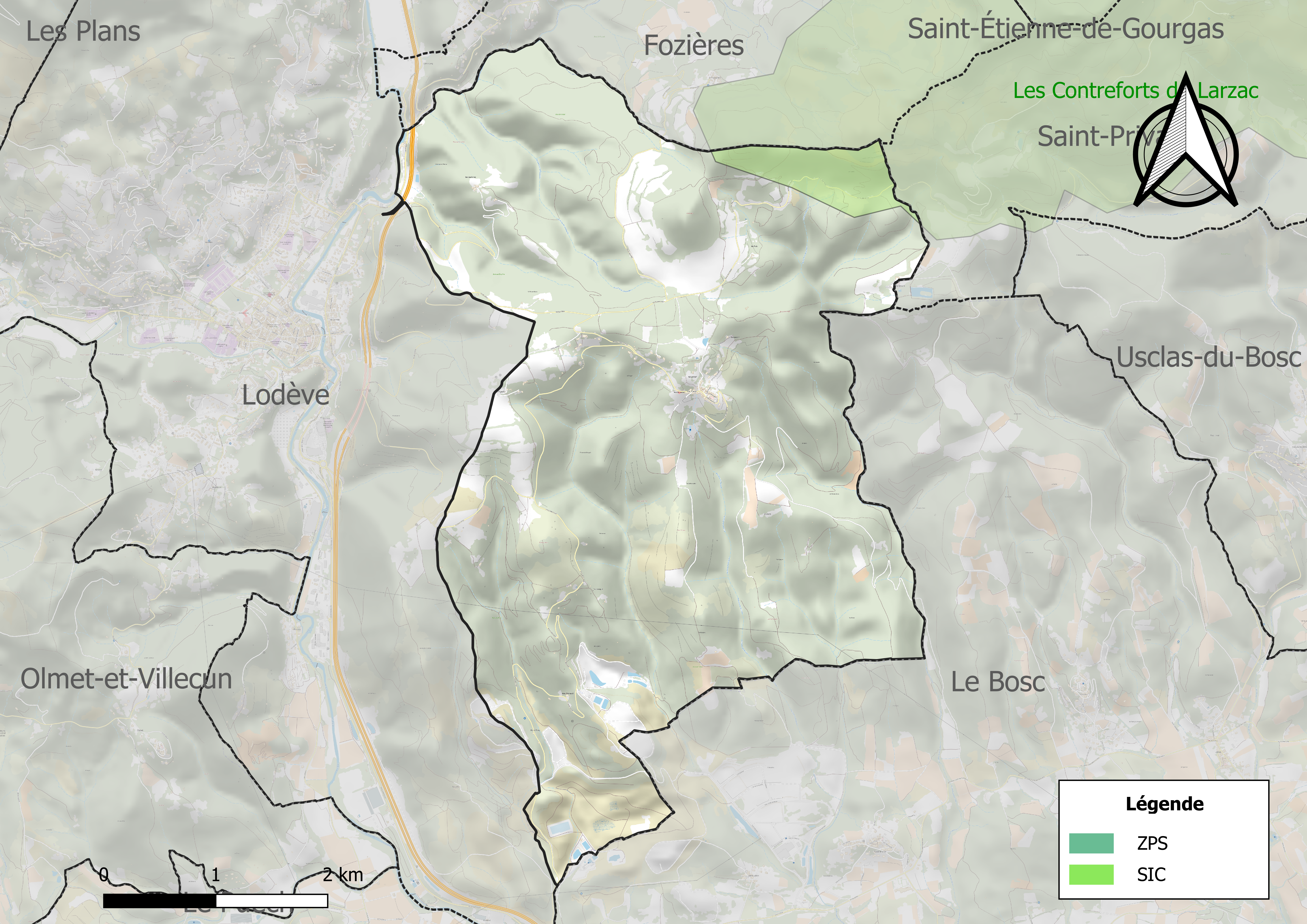
Site Natura 2000 sur le territoire communal.

Le réseau Natura 2000 est un réseau écologique européen de sites naturels d'intérêt écologique élaboré à partir des directives habitats et oiseaux, constitué de zones spéciales de conservation (ZSC) et de zones de protection spéciale (ZPS).
Un site Natura 2000 a été défini sur la commune au titre de la directive habitats : « les contreforts du Larzac », d'une superficie de 5 299 ha, constituant les premiers reliefs du Larzac qui surplombent le bassin de Lodève. Sa richesse est liée à la conjonction des deux influences caussenarde et méditerranéenne.

#### Zones naturelles d'intérêt écologique, faunistique et floristique
L’inventaire des zones naturelles d'intérêt écologique, faunistique et floristique (ZNIEFF) a pour objectif de réaliser une couverture des zones les plus intéressantes sur le plan écologique, essentiellement dans la perspective d’améliorer la connaissance du patrimoine naturel national et de fournir aux différents décideurs un outil d’aide à la prise en compte de l’environnement dans l’aménagement du territoire.
Une ZNIEFF de type 1 est recensée sur la commune :
les « bois de Maret et de la Bruyère d'Usclas » (249 ha), couvrant 4 communes du département et une ZNIEFF de type 2, : 
le « causse et contreforts du Larzac et montagne de la Séranne » (44 035 ha), couvrant 33 communes dont une dans l'Aveyron, deux dans le Gard et 30 dans l'Hérault.

Carte des ZNIEFF de type 1 et 2 à Soumont.
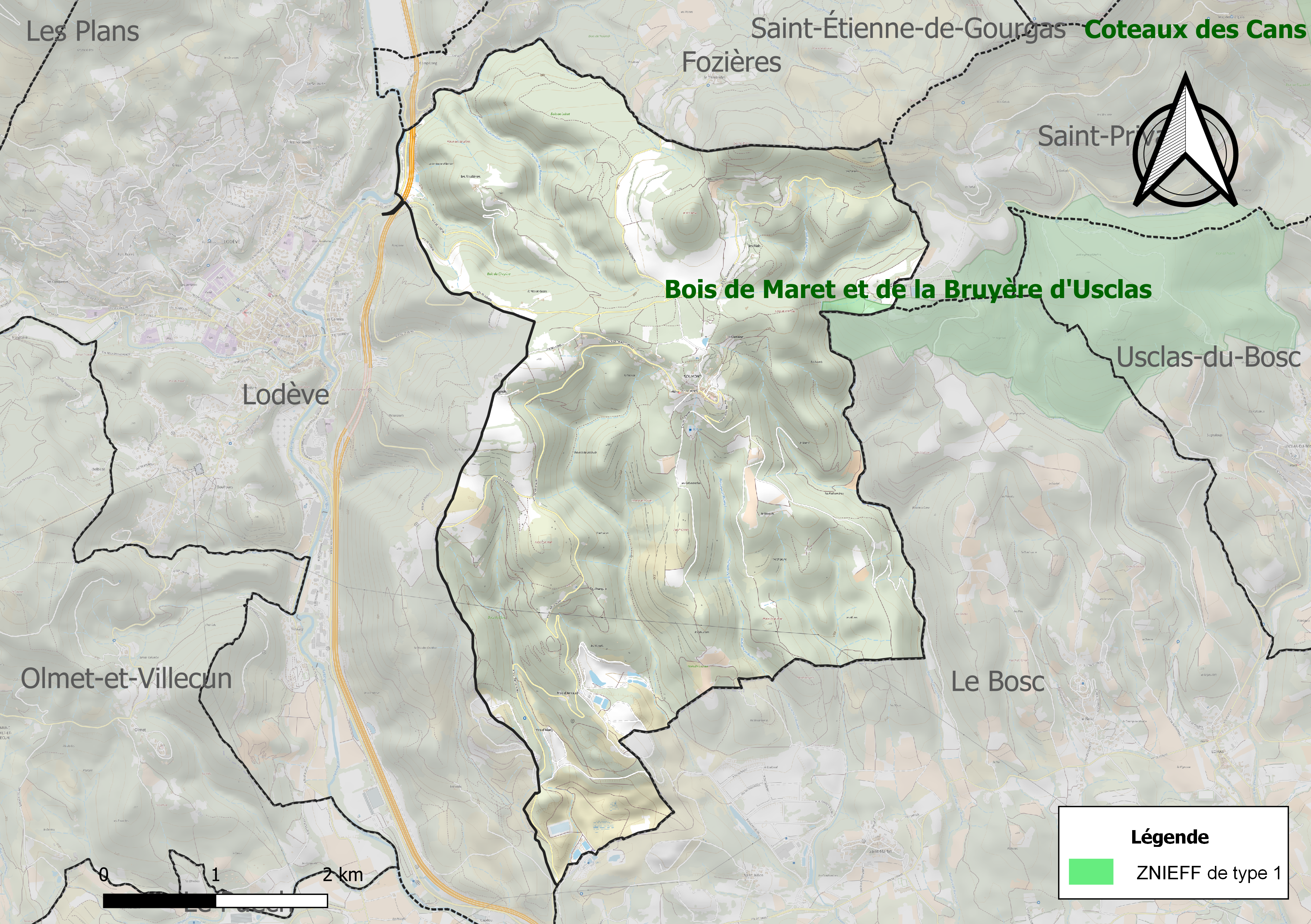
Carte de la ZNIEFF de type 1 sur la commune.
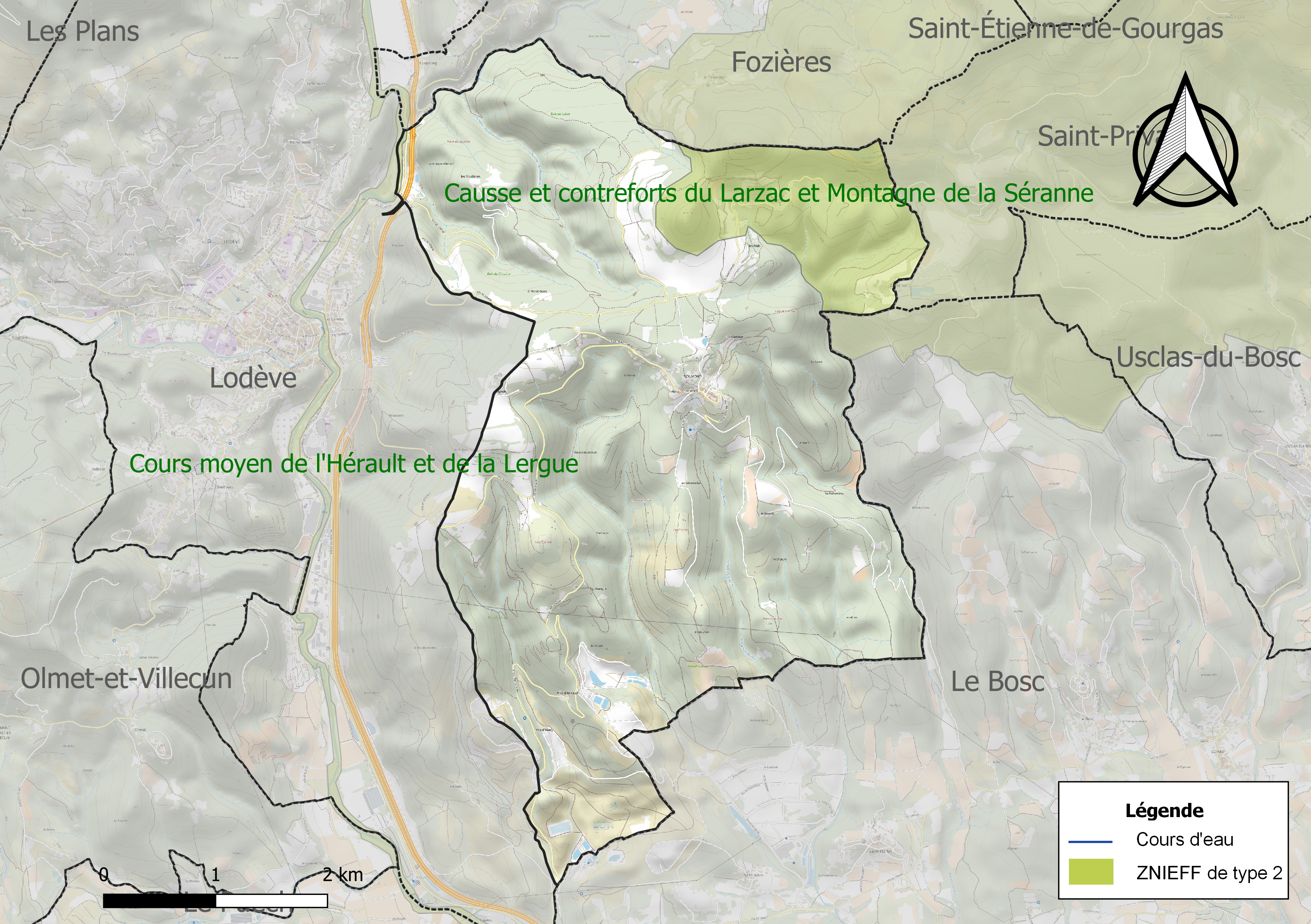
Carte de la ZNIEFF de type 2 sur la commune.

## Urbanisme

### Typologie
Au 1er janvier 2024, Soumont est catégorisée commune rurale à habitat dispersé, selon la nouvelle grille communale de densité à sept niveaux définie par l'Insee en 2022.
Elle appartient à l'unité urbaine de Lodève, une agglomération intra-départementale regroupant huit  communes, dont elle est une commune de la banlieue,,. Par ailleurs la commune fait partie de l'aire d'attraction de Lodève, dont elle est une commune de la couronne,. Cette aire, qui regroupe 19 communes, est catégorisée dans les aires de moins de 50 000 habitants,.

### Occupation des sols
L'occupation des sols de la commune, telle qu'elle ressort de la base de données européenne d’occupation biophysique des sols Corine Land Cover (CLC), est marquée par l'importance des forêts et milieux semi-naturels (83,8 % en 2018), en augmentation par rapport à 1990 (78,6 %). La répartition détaillée en 2018 est la suivante : 
forêts (69,2 %), milieux à végétation arbustive et/ou herbacée (14,6 %), zones agricoles hétérogènes (10,2 %), terres arables (4,1 %), zones industrielles ou commerciales et réseaux de communication (2 %). L'évolution de l’occupation des sols de la commune et de ses infrastructures peut être observée sur les différentes représentations cartographiques du territoire : la carte de Cassini (XVIIIe siècle), la carte d'état-major (1820-1866) et les cartes ou photos aériennes de l'IGN pour la période actuelle (1950 à aujourd'hui).

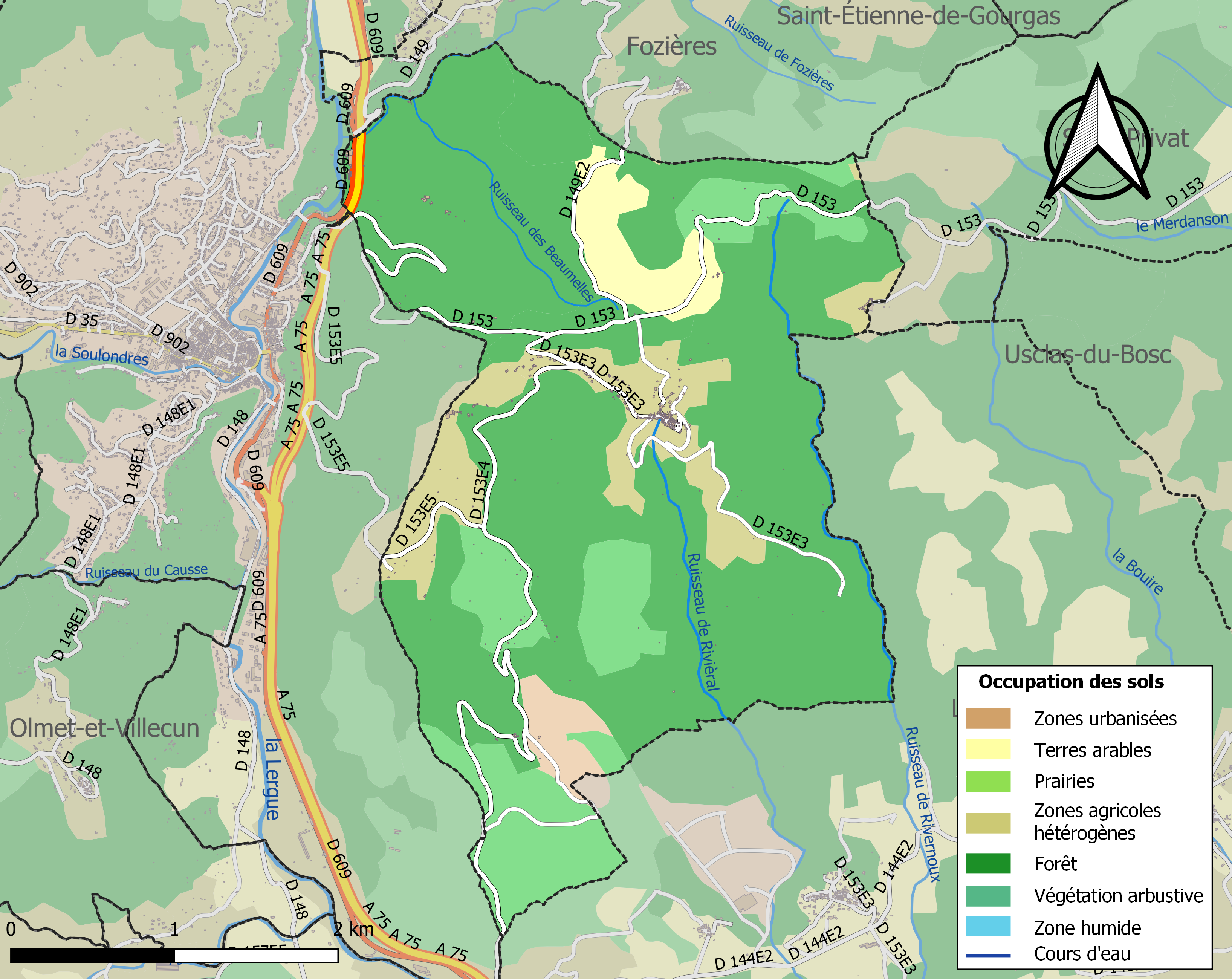
Carte des infrastructures et de l'occupation des sols de la commune en 2018 (CLC).

### Risques majeurs
Le territoire de la commune de Soumont est vulnérable à différents aléas naturels : météorologiques (tempête, orage, neige, grand froid, canicule ou sécheresse), inondations, feux de forêts, mouvements de terrains et séisme (sismicité très faible). Il est également exposé à un risque technologique,  le transport de matières dangereuses, et à deux risques particuliers : le risque minier et le risque de radon. Un site publié par le BRGM permet d'évaluer simplement et rapidement les risques d'un bien localisé soit par son adresse soit par le numéro de sa parcelle.

#### Risques naturels
Certaines parties du territoire communal sont susceptibles d’être affectées par le risque d’inondation par débordement de cours d'eau, notamment La commune a été reconnue en état de catastrophe naturelle au titre des dommages causés par les inondations et coulées de boue survenues en 1982, 1992, 2006, 2014 et 2015,.
Soumont est exposée au risque de feu de forêt. Un plan départemental de protection des forêts contre les incendies (PDPFCI) a été approuvé en juin 2013 et court jusqu'en 2022, où il doit être renouvelé. Les mesures individuelles de prévention contre les incendies sont précisées par deux arrêtés préfectoraux et s’appliquent dans les zones exposées aux incendies de forêt et à moins de 200 mètres de celles-ci. L’arrêté du 25 avril 2002 réglemente l'emploi du feu en interdisant notamment d’apporter du feu, de fumer et de jeter des mégots de cigarette dans les espaces sensibles et sur les voies qui les traversent sous peine de sanctions. L'arrêté du 11 mars 2013 rend le débroussaillement obligatoire, incombant au propriétaire ou ayant droit,.

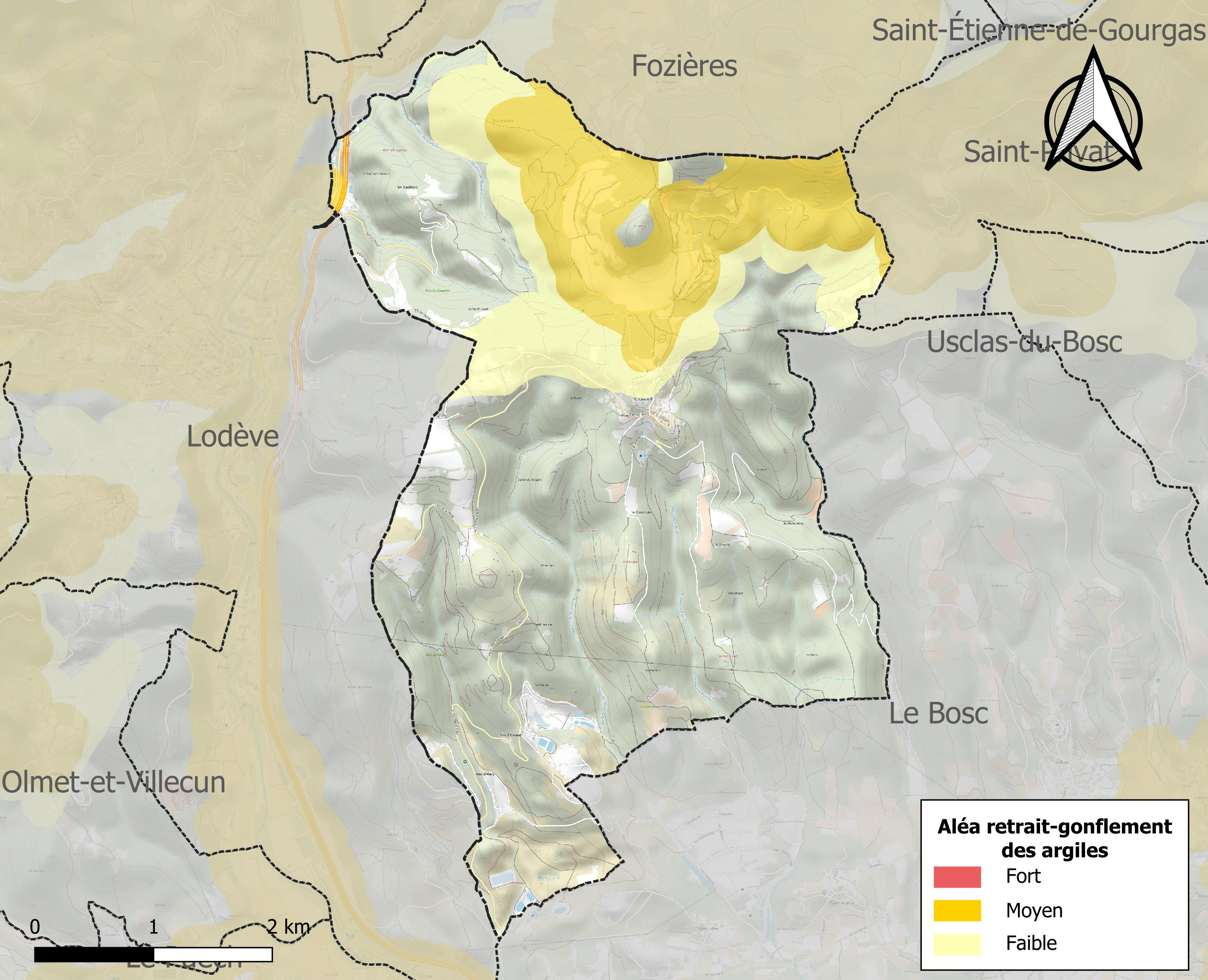
Carte des zones d'aléa retrait-gonflement des sols argileux de Soumont.

La commune est vulnérable au risque de mouvements de terrains constitué principalement du retrait-gonflement des sols argileux. Cet aléa est susceptible d'engendrer des dommages importants aux bâtiments en cas d’alternance de périodes de sécheresse et de pluie. 16,2 % de la superficie communale est en aléa moyen ou fort (59,3 % au niveau départemental et 48,5 % au niveau national). Sur les 121 bâtiments dénombrés sur la commune en 2019, 3 sont en aléa moyen ou fort, soit 2 %, à comparer aux 85 % au niveau départemental et 54 % au niveau national. Une cartographie de l'exposition du territoire national au retrait gonflement des sols argileux est disponible sur le site du BRGM,.
Par ailleurs, afin de mieux appréhender le risque d’affaissement de terrain, l'inventaire national des cavités souterraines permet de localiser celles situées sur la commune.

#### Risques technologiques
Le risque de transport de matières dangereuses sur la commune est lié à sa traversée par des infrastructures routières ou ferroviaires importantes ou la présence d'une canalisation de transport d'hydrocarbures. Un accident se produisant sur de telles infrastructures est susceptible d’avoir des effets graves sur les biens, les personnes ou l'environnement, selon la nature du matériau transporté. Des dispositions d’urbanisme peuvent être préconisées en conséquence.

#### Risque particulier
L’étude Scanning de Géodéris réalisée en 2008 a établi pour le département de l’Hérault une identification rapide des zones de risques miniers liés à l’instabilité des terrains.  Elle a été complétée en 2015 par une étude approfondie sur les anciennes exploitations minières du bassin houiller de Graissessac et du district polymétallique de Villecelle. La commune est ainsi concernée par le risque minier, principalement lié à l’évolution des cavités souterraines laissées à l’abandon et sans entretien après l’exploitation des mines.
Dans plusieurs parties du territoire national, le radon, accumulé dans certains logements ou autres locaux, peut constituer une source significative d’exposition de la population aux rayonnements ionisants. Certaines communes du département sont concernées par le risque radon à un niveau plus ou moins élevé. Selon la classification de 2018, la commune de Soumont est classée en zone 3, à savoir zone à potentiel radon significatif.

## Politique et administration
| Période   | Période   | Identité           | Étiquette | Qualité                                        |
| --------- | --------- | ------------------ | --------- | ---------------------------------------------- |
| 1792      | 1797      | Jean Brun          |           |                                                |
| 1797      | 1800      | Jean Brusque       |           |                                                |
| 1800      | 1807      | Jean Brun          |           |                                                |
| 1807      | 1816      | Antoine Tessier    |           |                                                |
| 1816      | 1830      | Jean Brusque       |           |                                                |
| 1830      | 1840      | Jean-Pierre Benoit |           |                                                |
| 1840      | 1846      | Etienne Milhau     |           |                                                |
| 1846      | 1848      | Alexis Laures      |           |                                                |
| 1848      | 1848      | Etienne Milhau     |           |                                                |
| 1848      | 1852      | Alexis Laures      |           |                                                |
| 1852      | 1870      | Fulcran Bedes      |           |                                                |
| 1870      | 1871      | Jean Galabrun      |           | Président de la Commission Municipale          |
| 1871      | 1881      | Jean Bedes         |           |                                                |
| 1881      | 1888      | Justin Milhau      |           |                                                |
| 1888      | 1900      | Emilien Bedes      |           |                                                |
| 1900      | 1909      | Jules Soulié       |           |                                                |
| 1909      | 1915      | Léopold Milhau     |           |                                                |
| 1915      | 1919      | Auguste Galabrun   |           | Conseiller Municipal faisant fonction de Maire |
| 1919      | 1929      | Léopold Milhau     |           |                                                |
| 1929      | 1940      | Xavier Mestre      |           |                                                |
| 1940      | 1944      | Aimé Bedes         |           |                                                |
| 1944      | 1965      | Xavier Mestre      |           |                                                |
| 1965      | 1971      | René Valette       |           |                                                |
| 1971      | 1973      | Edmond Canaguier   |           |                                                |
| 1973      | 1980      | Elisée Rouvier     |           |                                                |
| 1980      | 1983      | René Valette       |           |                                                |
| 1983      | mars 2008 | Pierre Boyer       |           |                                                |
| mars 2008 | mars 2009 | Emilio Munoz       |           |                                                |
| mars 2009 | En cours  | Daniel Valette     | SE        | Contremaître                                   |

## Démographie
L'évolution du nombre d'habitants est connue à travers les recensements de la population effectués dans la commune depuis 1793. Pour les communes de moins de 10 000 habitants, une enquête de recensement portant sur toute la population est réalisée tous les cinq ans, les populations de référence des années intermédiaires étant quant à elles estimées par interpolation ou extrapolation. Pour la commune, le premier recensement exhaustif entrant dans le cadre du nouveau dispositif a été réalisé en 2006.

En 2022, la commune comptait 243 habitants, en évolution de +29,26 % par rapport à 2016 (Hérault : +7,49 %, France hors Mayotte : +2,11 %).
| 1793 | 1800 | 1806 | 1821 | 1831 | 1836 | 1841 | 1846 | 1851 |
| ---- | ---- | ---- | ---- | ---- | ---- | ---- | ---- | ---- |
| 355  | 261  | 272  | 313  | 298  | 336  | 324  | 336  | 326  |

| 1856 | 1861 | 1866 | 1872 | 1876 | 1881 | 1886 | 1891 | 1896 |
| ---- | ---- | ---- | ---- | ---- | ---- | ---- | ---- | ---- |
| 316  | 307  | 299  | 300  | 338  | 268  | 256  | 256  | 255  |

| 1901 | 1906 | 1911 | 1921 | 1926 | 1931 | 1936 | 1946 | 1954 |
| ---- | ---- | ---- | ---- | ---- | ---- | ---- | ---- | ---- |
| 259  | 243  | 205  | 190  | 161  | 162  | 151  | 150  | 232  |

| 1962 | 1968 | 1975 | 1982 | 1990 | 1999 | 2006 | 2011 | 2016 |
| ---- | ---- | ---- | ---- | ---- | ---- | ---- | ---- | ---- |
| 153  | 144  | 164  | 130  | 126  | 134  | 114  | 173  | 188  |

| 2021 | 2022 | - | - | - | - | - | - | - |
| ---- | ---- | - | - | - | - | - | - | - |
| 221  | 243  | - | - | - | - | - | - | - |

## Économie

### Revenus
En 2018, la commune compte 101 ménages fiscaux, regroupant 189 personnes. La médiane du revenu disponible par unité de consommation est de 16 380 € (20 330 € dans le département).

### Emploi
|                | 2008   | 2013   | 2018   |
| -------------- | ------ | ------ | ------ |
| Commune        | 8 %    | 18,5 % | 16,4 % |
| Département    | 10,1 % | 11,9 % | 12 %   |
| France entière | 8,3 %  | 10 %   | 10 %   |

En 2018, la population âgée de 15 à 64 ans s'élève à 117 personnes, parmi lesquelles on compte 72,1 % d'actifs (55,7 % ayant un emploi et 16,4 % de chômeurs) et 27,9 % d'inactifs,. En  2018, le taux de chômage communal (au sens du recensement) des 15-64 ans est supérieur à celui du département et de la France, alors qu'en 2008 la situation était inverse.
La commune fait partie de la couronne de l'aire d'attraction de Lodève, du fait qu'au moins 15 % des actifs travaillent dans le pôle,. Elle compte 27 emplois en 2018, contre 28 en 2013 et 21 en 2008. Le nombre d'actifs ayant un emploi résidant dans la commune est de 66, soit un indicateur de concentration d'emploi de 41,1 % et un taux d'activité parmi les 15 ans ou plus de 56 %.
Sur ces 66 actifs de 15 ans ou plus ayant un emploi, 18 travaillent dans la commune, soit 28 % des habitants. Pour se rendre au travail, 79,7 % des habitants utilisent un véhicule personnel ou de fonction à quatre roues, 2,9 % les transports en commun, 7,2 % s'y rendent en deux-roues, à vélo ou à pied et 10,1 % n'ont pas besoin de transport (travail au domicile).

### Activités hors agriculture
25 établissements sont implantés  à Soumont au 31 décembre 2019.
Le secteur du commerce de gros et de détail, des transports, de l'hébergement et de la restauration est prépondérant sur la commune puisqu'il représente 20 % du nombre total d'établissements de la commune (5 sur les 25 entreprises implantées  à Soumont), contre 28 % au niveau départemental.

### Agriculture
|               | 1988 | 2000 | 2010 | 2020 |
| ------------- | ---- | ---- | ---- | ---- |
| Exploitations | 15   | 10   | 3    | 3    |
| SAU (ha)      | 508  | 175  | 264  | 178  |

La commune est dans le « Soubergues », une petite région agricole occupant le nord-est du département de l'Hérault. En 2020, l'orientation technico-économique de l'agriculture  sur la commune est l'élevage d'équidés et/ou d' autres herbivores. Trois exploitations agricoles ayant leur siège dans la commune sont dénombrées lors du recensement agricole de 2020 (15 en 1988). La superficie agricole utilisée est de 178 ha,,.

## Monuments
- Le dolmen de Coste-Rouge situé sur le domaine du Grandmont fait également partie de la commune de Soumont (à quatre kilomètres au nord-est).

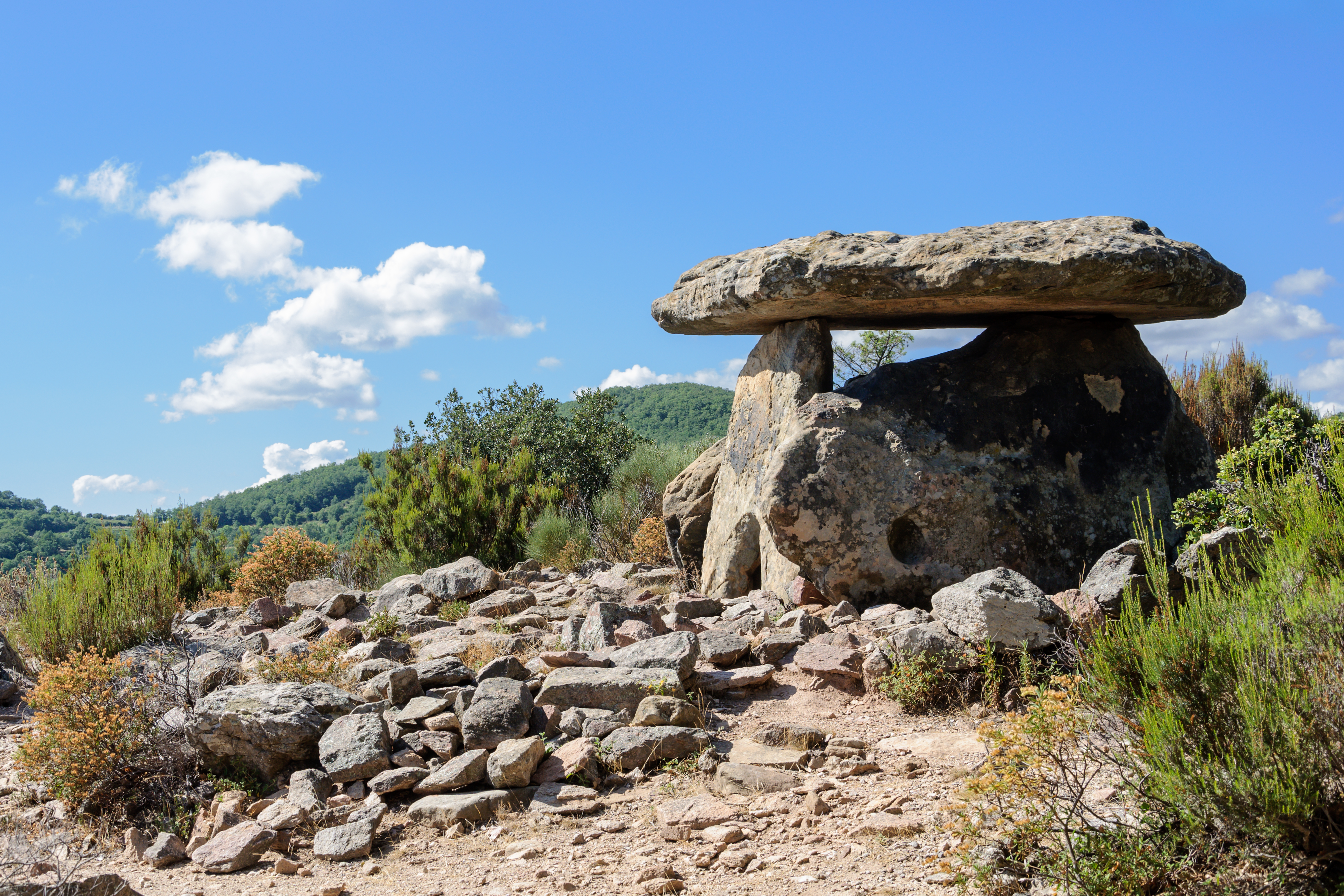
Le dolmen dit de Coste Rouge.

- Église paroissiale Saint-Baudile des Xe et XIIe siècles (inscrite au monuments historiques en 1932[31]).

Raymond Guilhem, évêque de Lodève, cède en 1194 au chapitre les églises Saint-Saturnin des Plans et Saint-Baudile de Soumont. En échange, il reçoit celle de Saint-Martin du Caylar. L'église a été agrandie fin XIIe siècle par l'adjonction d'une seconde église jumelée. Celle-ci communique avec la nef primitive par l'arc de décharge, transformé en grande arcade. Dans l'Hérault, il n'y a que l'église de Notre-Dame-de-Londres à lui ressembler.
Au XIVe siècle, l'église Saint-Baudile de Soumont est paroissiale et curiale, à la présentation du chapitre de Lodève. En 1631, le 5 septembre, Jean VI de Plantavit de La Pause, évêque de Lodève, la visite. Il la trouve en bon état avec trois cloches. Elle est desservie par le vicaire perpétuel ou curé Barthélémy Oulier, dont le presbytère est réparé de neuf. Le 6 juillet 1650, visite de monseigneur Bosquet, Simon Oulier vicaire perpétuel, confirmation. Il constate qu'il pleut sur la voûte parce qu'elle n'est pas couverte de lauzes. La paroisse compte 40 pascalisants (15 du mas d'Alary, 4 au mas Arnaud, 12 au mas de Souillères, 20 au Virandel). Le 10 octobre 1659, Monseigneur de  Harlay de Cési la visite, 120 pascalisants. Le 16 septembre 1735 et le 1er juin 1750, monseigneur de Jouillac la visite, curé Jean Gabriel Fabre, église mal pavée, 150 pascalisants.
L'église a été restaurée ainsi que son cimetière en 1977/78.

### Fonds d'archives
- Fonds : Archives communales de Soumont (1403-1792) [1,24 ml].  Cote : 306 EDT. Montpellier : Archives départementales de l'Hérault (présentation en ligne).